# Stephan Ludwig Jacobi

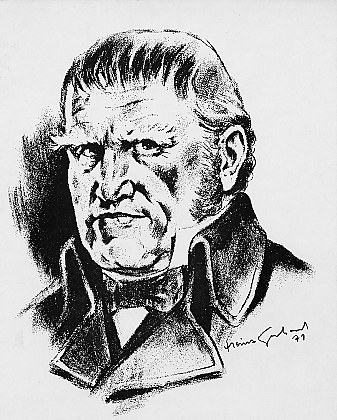
Stephan Ludwig Jacobi

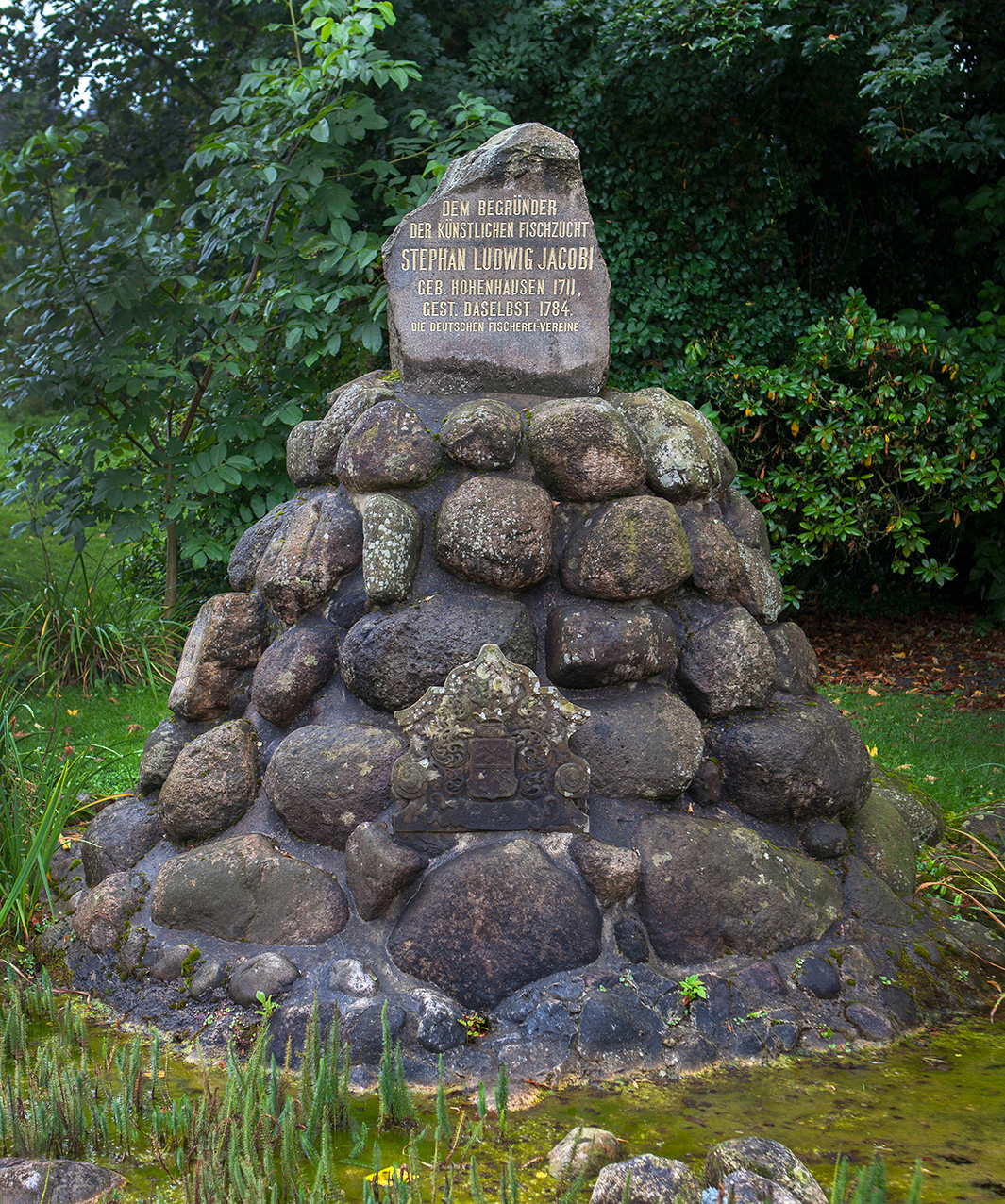
Denkmal für Stephan Ludwig Jacobi in Hohenhausen

Stephan Ludwig Jacobi (* 1711 in Hohenhausen, Grafschaft Lippe; † 1784 ebenda) gilt als Erfinder der künstlichen Befruchtung in der Fischzucht.

## Leben
Stephan Ludwig Jacobi wurde als Sohn eines Landwirts in der Straße „An Jacobis Hofe“ nahe der „Hohenhauser Straße“ geboren; sein Geburtshaus steht heute noch. Er besuchte das Gymnasium in Lemgo, Detmold und Hamburg. 1734 begann er das Studium der Mathematik und der Naturwissenschaften an der Universität Marburg.
Jacobi erschloss die Brunnenanlage in Bad Meinberg im Auftrag des fürstlichen Hofes in Detmold. Dies legte die Grundlage für den Bäderbetrieb in der Stadt. In Schötmar plante und leitete er die Regulierung der Flüsse Bega und Werre, um die häufigen Überschwemmungen zu verhindern. Der lippische Fürst Simon August verlieh ihm den Titel „Fürstlich Lippischer Landeshauptmann“. Dieser Titel war jedoch mit keiner angemessenen Vergütung verbunden. 
In der ersten Hälfte des 18. Jahrhunderts führte Stephan Ludwig Jacobi erstmals die künstliche Befruchtung von Fischen durch. Dazu entnahm er laichreifen Fischen Eier und Samen, befruchtete die Eier künstlich und brachte diese zur Entwicklung. In den „Lippischen Intelligenzblättern“ veröffentlichte er 1776 seine gewonnenen Erkenntnisse in dem Artikel „Von der künstlichen Erzeugung der Forellen und Lachse“. 

## Ehrungen
Zur Erinnerung an ihn trägt die Realschule der Gemeinde Kalletal den Namen „Stephan-Ludwig-Jacobi-Realschule“ und der Bürgerbus seit 2011 den Namen „Jacobi-Linie“. In Hohenhausen an der Lemgoer Straße (heute Bundesstraße 238) steht das Stephan-Ludwig-Jacobi-Denkmal von 1896. Das mittlerweile geschlossene Wald- und Forstmuseum in Kalletal-Heidelbeck hatte eine Dauerausstellung über Jacobi und die künstliche Fischzucht.